# Natação no Campeonato Mundial de Esportes Aquáticos de 2011 - 4x200 m livre masculino
A prova do revezamento 4x200 metros livre masculino da natação no Campeonato Mundial de Esportes Aquáticos de 2011 ocorreu no dia 29 de julho no Shanghai Oriental Sports Center  em Xangai.

## Recordes
Antes desta competição, os recordes mundiais e do campeonato nesta prova eram os seguintes:
| Tipo                  | Atleta         | Tempo   | Local | Data                |
| --------------------- | -------------- | ------- | ----- | ------------------- |
|                       | Estados Unidos | 6:58.55 | Roma  | 31 de julho de 2009 |
| Recorde do campeonato | Estados Unidos | 6:58.55 | Roma  | 31 de julho de 2009 |

## Medalhistas
| Ouro                                                                            | Prata                                                                    | Bronze                                              |
| Estados Unidos · Michael Phelps · Peter Vanderkaay · Ricky Berens · Ryan Lochte | França · Yannick Agnel · Grégory Mallet · Jérémy Stravius · Fabien Gilot | China · Wang Shun · Zhang Lin · Li Yunqi · Sun Yang |

## Resultados

### Eliminatórias
16 nações participaram da prova. As 8 melhores nações se classificaram para a final.
| Pos. | Bateria | Raia | Nadadores      | Nacionalidade                                                                                             | Tempo   | Notas            |
| ---- | ------- | ---- | -------------- | --- | ------- | ---------------- |
| 1    | 3       | 4    | Estados Unidos | David Walters (1:48.01) Conor Dwyer (1:47.31) Ricky Berens (1:46.99) Peter Vanderkaay (1:46.53)           | 7:08.84 | Q                |
| 2    | 3       | 3    | Japão          | Takeshi Matsuda (1:47.57) Yoshihiro Okumura (1:47.64) Sho Uchida (1:48.57) Shogo Hihara (1:46.68)         | 7:10.46 | Q                |
| 3    | 2       | 5    | França         | Jérémy Stravius (1:47.49) Grégory Mallet (1:47.98) Sébastien Rouault (1:49.61) Yannick Agnel (1:46.52)    | 7:11.60 | Q                |
| 4    | 1       | 5    | Austrália      | Kenrick Monk (1:48.77) Tommaso D'Orsogna (1:48.14) Jarrod Killey (1:47.19) Ryan Napoleon (1:47.70)        | 7:11.80 | Q                |
| 5    | 2       | 6    | Itália         | Gianluca Maglia (1:49.00) Filippo Magnini (1:46.97) Marco Belotti (1:48.17) Samuel Pizzetti (1:48.04)     | 7:12.18 | Q                |
| 6    | 1       | 4    | China          | Wang Shun (1:48.04) Zhang Lin (1:46.98) Jiang Yuhui (1:49.90) Li Yunqi (1:47.27)                          | 7:12.19 | Q                |
| 7    | 2       | 3    | Reino Unido    | David Carry (1:47.96) Ross Davenport (1:48.08) Jak Scott (1:49.26) Robert Renwick (1:47.85)               | 7:13.15 | Q                |
| 8    | 3       | 5    | Alemanha       | Tim Wallburger (1:48.05) Yannick Lebherz (1:49.46) Clemens Rapp (1:49.34) Paul Biedermann (1:46.46)       | 7:13.31 | Q                |
| 9    | 2       | 7    | Áustria        | David Brandl (1:48.95) Christian Scherübl (1:48.35) Markus Rogan (1:48.04) Dinko Jukić (1:48.00)          | 7:13.34 | Recorde nacional |
| 10   | 1       | 3    | Canadá         | Blake Worsley (1:48.69) Colin Russell (1:49.20) Chad Bobrosky (1:48.05) Stefan Hirniak (1:47.79)          | 7:13.73 |                  |
| 11   | 2       | 4    | Rússia         | Danila Izotov (1:48.04) Yevgeny Lagunov (1:48.60) Artem Lobuzov (1:48.76) Alexander Sukhorukov (1:48.72)  | 7:14.12 |                  |
| 12   | 3       | 6    | África do Sul  | Darian Townsend (1:47.98) Jean Basson (1:48.67) Jan Venter (1:49.85) Sebastien Rousseau (1:49.15)         | 7:15.65 |                  |
| 13   | 1       | 6    | Bélgica        | Dieter Dekoninck (1:49.77) Glenn Surgeloose (1:49.07) Mathieu Fonteyn (1:50.77) Pieter Timmers (1:47.78)  | 7:17.39 | Recorde nacional |
| 14   | 1       | 2    | Brasil         | Nicolas Oliveira (1:49.47) André Schultz (1:50.32) Rodrigo Castro (1:49.72) João de Lucca (1:48.93)       | 7:18.44 |                  |
| 15   | 3       | 2    | Venezuela      | Daniele Tirabassi (1:49.48) Crox Acuña (1:49.80) Ricardo Monasterio (1:54.13) Cristian Quintero (1:48.34) | 7:21.75 |                  |
| 16   | 3       | 7    | Chéquia        | Jan Šefl (1:51.64) Michal Rubáček (1:51.79) Martin Verner (1:49.82) Květoslav Svoboda (1:51.21)           | 7:24.46 | Recorde nacional |
| –    | 2       | 2    | Coreia do Sul  | | DNS     |                  |

### Final
Estes são os resultados da final.
| Pos.              | Raia | Nadadores      | Nacionalidade                                                                                                | Tempo   | Notas            |
| ----------------- | ---- | -------------- | --- | ------- | ---------------- |
| Medalha de ouro   | 4    | Estados Unidos | Michael Phelps (1:45.53) Peter Vanderkaay (1:46.07) Ricky Berens (1:46.51) Ryan Lochte (1:44.56)             | 7:02.67 |                  |
| Medalha de prata  | 3    | França         | Yannick Agnel (1:45.25) Grégory Mallet (1:46.81) Jérémy Stravius (1:45.40) Fabien Gilot (1:47.35)            | 7:04.81 | Recorde nacional |
| Medalha de bronze | 7    | China          | Wang Shun (1:47.09) Zhang Lin (1:46.14) Li Yunqi (1:47.30) Sun Yang (1:45.14)                                | 7:05.67 | Recorde nacional |
| 4                 | 8    | Alemanha       | Paul Biedermann (1:45.20) Tim Wallburger (1:47.70) Christoph Fildebrandt (1:48.16) Benjamin Starke (1:47.26) | 7:08.32 |                  |
| 5                 | 6    | Austrália      | Thomas Fraser-Holmes (1:48.35) Kenrick Monk (1:45.84) Jarrod Killey (1:48.01) Ryan Napoleon (1:46.28)        | 7:08.48 |                  |
| 6                 | 1    | Reino Unido    | Ross Davenport (1:47.31) David Carry (1:47.47) Jak Scott (1:48.78) Robert Renwick (1:47.28)                  | 7:10.84 |                  |
| 7                 | 5    | Japão          | Takeshi Matsuda (1:47.37) Shogo Hihara (1:46.87) Yuki Kobori (1:47.74) Yoshihiro Okumura (1:48.94)           | 7:10.92 |                  |
| 8                 | 2    | Itália         | Gianluca Maglia (1:48.57) Filippo Magnini (1:47.54) Marco Belotti (1:47.97) Samuel Pizzetti (1:48.18)        | 7:12.26 |                  |

Legenda
| Recorde mundial       | Recorde mundial (World record)               |                       | Recorde africano                      | Recorde africano (African) |                                           | Q | Classificado por posição (Qualified) |
| Recorde do campeonato | Recorde do campeonato (Championship record)  | Recorde da América    | Recorde da América (Americas)         | q                          | Classificado por melhor tempo (Qualified) |   |                                      |
| Melhor marca do ano   | Melhor marca do ano (World leading)          | Recorde asiático      | Recorde asiático (Asian)              | DNS                        | Não largou (Did not start)                |   |                                      |
| Recorde nacional      | Recorde nacional (National record)           | Recorde europeu       | Recorde europeu (European)            | DNF                        | Não terminou (Did not finish)             |   |                                      |
| Recorde pessoal       | Recorde pessoal do atleta (Personal best)    | Recorde da Oceania    | Recorde da Oceania (Oceania)          | DSQ / DQ                   | Desclassificado (Disqualified)            |   |                                      |
| Recorde da temporada  | Recorde da temporada do atleta (Season best) | Recorde sul-americano | Recorde sul-americano (South America) | NM                         | Sem marca (No mark)                       |   |                                      |